# Da Montefeltro
Obitelj Da Montefeltro je vladarska obitelj podrijetlom iz talijanske pokrajine Marche. Vladala je Urbinom i potom Vojvodstvom Urbinom, državom koja je obuhvaćala sjeverni dio današnje regije Marche i dio gornje Umbrije, koji se poklapa s današnjim teritorijem općine Gubbio.

## Povijest
Dinastija je nastala kao ogranak obitelji grofova Carpegne. Kad su za sjedište uzeli San Leo, koji se nalazi na Monte Feretrio, dobili su ime "da Montefeltro".
Prva poznata osoba o kojoj se govori jest Montefeltrano I (1135-1202). Dvojica njegovih sinova Bonconte i Taddeo zabilježeni su kao vrijedni vojnici.
Obitelj je bila odana svetom rimskom caru tijekom prve polovice 13. stoljeća. 1226. Bonconte I. i Taddeo I. dobili su od cara Fridrika II. feud Urbino. Urbino je 1213. papinom odlukom postao grofovija. 1247. – 48. bilo je krizno vrijeme između pape i cara. Papa Inocent IV. proglasio je ništavnim investiture Taddea di Montefeltra u Urbinu i ekskomunicirao je sve pristaše Fridrika II. iz grofovije. Izbio je oružani sukob u kojem su gibelini izašli poraženi. Kad je čak i Fridrik II. poražen (Parma, 18. veljače 1248.) Taddeo je skupa s Malatestom i signorijom Carpegne travnja 1248. odlučio promijeniti zastave. Otpadništvo iz 1248. označio je prijelom unutar obitelji Montefeltro: ogranak obitelji s glavom obitelji Taddeom prigrlio je gvelfsku stranu; druga grana obitelji, koju su činili Taddeovi nećaci, među kojima Montefeltrano II. i Ugolino, biskup San Lea, ostala je odana gibelinima.

### Grofovi Urbina
Prvi grof koji je preuzeo vlast u Urbinu bio je Guidantonio da Montefeltro (u. 1444.), koji je na dvor doveo Ciriaca de' Pizzicollija i Antonija Albertija.
1443. godine papa Eugen IV. imenovao svog sina Oddantonija II. da Montefeltra za urbinskog vojvodu. Dugo je vremena ovo vojvodstvo bilo grad. Ubrzo je Urbino postao jednim od žarišta talijanske renesanse. 
Oddantoni II. vladao je tek jednu godinu, od 1443. do 1444., prije nego što je ubijen u atentatu.
Obitelj Da Montefeltro vladala je Urbinom do 1502. Slijedi razdoblje vladanja Cesarea Borgije. 

## Dinastijska linija

### Suvereni grofovi Carpegne i Pietrarubbije
- 11. stoljeće Oddantonio I. da Montefeltro (legendarna osoba)

### Grofovi Montefeltra
- ca.1150. – 1184.: Antonio I. da Montefeltro (u. poslije 1184., legendarna osoba)
- 1184. – 1202.: Montefeltrano I. da Montefeltro (oko 1135. – San Leo, 1202.)
- 1202. – 1242.: Bonconte I. da Montefeltro (1165. – 1242.)

### Grofovi Urbina
- 1234. – 1242.: Bonconte I. da Montefeltro (1165. – 1242.)
- 1242. – 1255.: Montefeltrano II. da Montefeltro (u.1255.)
- 1255. – 1285.: Guido (1223. – 1298.) i Galasso da Montefeltro (u.1330.), protagonisti 27. pjevanja Pakla Danteove Božanstvene komedije;
  - 1285. – 1304.: papinska kontrola
- 1296. – 1322.: Federico I. da Montefeltro (u.1322.)
- 1322. – 1360.: Guido II e Nolfo da Montefeltro (oko 1290. – 1364.)
  - 1322. – 1324.: papinska kontrola
- 1360. – 1363.: Federico II. da Montefeltro (u. oko 1370.)
- 1363. – 1404.: Antonio II. da Montefeltro (1348. – 1404.)
  - 1369. – 1375.: papinska kontrola
- 1404. – 1443.: Guidantonio da Montefeltro (1377. – 1443.)

### Vojvode Urbina
- 1443. – 1444.: Oddantonio II. da Montefeltro (1425. – 1456.), prvi vojvoda Urbina
- 1444. – 1482.: Federico III. da Montefeltro (1422. – 1482.), drugi vojvoda Urbina
- 1482. – 1508.: Guidobaldo da Montefeltro (1472. – 1508.), treći vojvoda Urbina
  - 1502. – 1506.: vlast Cesarea Borgie
- Slijedi vlast obitelji Della Rovere.
  - 1516. – 1518.: Lorenzo de' Medici vojvoda Urbina
- povratak obitelji Della Rovere

## Ostale osobe
- Taddeo I. da Montefeltro (u. oko 1251.) sin Montefeltrana I. i brat Bonconte I. da Montefeltro;
- Taddeo II. da Montefeltro (u. 1282.) sin Boncontea I., gvelfskog kondotjera i grofa Pietrarubbije;
- Bonconte da Montefeltro (1250. – 1289.) gibelinski kondotjer, condottiero ghibellino,
- Bonconte I. da Montefeltro (1165. – 1242.);
- Corrado da Montefeltro (u. 1288. ili 1293.) sin Taddea II.;
- Taddeo Novello da Pietrarubbia (u. 1299.) sin Taddea II. i grof Pietrarubbije poslije njegove smrti;
- Antonio da Montefeltro (1445. – 1508.), signore Cantiana: sin Federica da Montefeltra.

## Napomene
1. ↑  Dal Poggetto, cit., pag. 7.

## Vanjske poveznice
- Rodoslovno stablo na genealogy.euweb.cz  Arhivirana inačica izvorne stranice od 27. svibnja 2012. (Wayback Machine)